# NumPy
NumPy – otwartoźródłowa biblioteka programistyczna dla języka Python, dodająca obsługę dużych, wielowymiarowych tabel i macierzy.

## Przykłady
Utworzenie tabeli
```
>>> 
import
 
numpy
 
as
 
np

>>> 
x
 
=
 
np
.
array
([
1
,
 
2
,
 
3
])

>>> 
x

array([1, 2, 3])

>>> 
y
 
=
 
np
.
arange
(
10
)

>>> 
y

array([0, 1, 2, 3, 4, 5, 6, 7, 8, 9])

```

Podstawowe operacje
```
>>> 
a
 
=
 
np
.
array
([
1
,
 
2
,
 
3
,
 
6
])

>>> 
b
 
=
 
np
.
linspace
(
0
,
 
2
,
 
4
)

>>> 
c

array([ 1.        ,  1.33333333,  1.66666667,  4.        ])

>>> 
a
 
**
 
2

array([ 1,  4,  9, 36])

```